# Similosodus castaneus
Similosodus castaneus là một loài bọ cánh cứng trong họ Cerambycidae.